# Walter Wöhle
Walter Wöhle (* 7. März 1928 in Pethau; † 11. Januar 2020) war ein deutscher Ingenieur mit den Fachgebieten Technische Akustik, Bauakustik und Raumakustik und Professor für Technische Akustik an der Technischen Universität Dresden.
Walter Wöhle promovierte 1956 bei Walter Reichardt über „Die Schallabsorption von Helmholtzresonatoren bei allseitigem Schalleinfall und bei verschiedenen räumlichen Anordnungen“. Von 1958 bis 1965 war er in Babelsberg als Laborleiter und Hauptingenieur beim DEFA-Studio für Spielfilme tätig. Im Anschluss war er bis 1970 Leiter des Instituts für Musikinstrumentenbau in Zwota.
1970 wurde Walter Wöhle zum Professor für Technische Akustik an der Technischen Universität Dresden berufen. 1979 habilitierte er sich mit der Arbeit „Beiträge zur Schallabstrahlung und Schallausbreitung“. Nach der Wende wurde er Leiter der Arbeitsgruppe Technische Akustik am neu gegründeten Institut für Technische Akustik. Zum 31. Oktober 1993 wurde Walter Wöhle emeritiert.